# Andreas Lang
Andreas Lang (Villingen-Schwenningen, 26 de abril de 1979) es un deportista alemán que compitió en curling.
Ganó una medalla de plata en el Campeonato Mundial de Curling Masculino de 2007 y una medalla de bronce en el Campeonato Europeo de Curling Masculino de 2008.
Participó en los Juegos Olímpicos de Vancouver 2010, ocupando el sexto lugar en la prueba masculina.

## Palmarés internacional
| Campeonato Mundial | Campeonato Mundial    | Campeonato Mundial | Campeonato Mundial |
| Año                | Lugar                 | Medalla            | Prueba             |
| ------------------ | --------------------- | ------------------ | ------------------ |
| 2007               | Edmonton (Canadá)     | Medalla de plata   | Equipo             |
| Campeonato Europeo |                       |                    |                    |
| Año                | Lugar                 | Medalla            | Prueba             |
| 2008               | Örnsköldsvik (Suecia) | Medalla de bronce  | Equipo             |